# Louis Adler
Salomon Louis Adler (22 septembre 1875 – 15 juin 1942) est un athlète français . Il est inscrit au sein de la première équipe olympique française aux Jeux olympiques d'été de 1896 à Athènes, mais ne participe pas aux compétitions.

## Biographie
Né à Londres, fils d'Abraham Adler, bijoutier (1833-1904) et de Rebecca Ososki, il vit ensuite à Paris, où il est domicilié 21 rue du Départ lorsqu'il épouse le 8 mai 1912 Marie Céline Simonnet dans le quatorzième arrondissement de Paris, puis décéde le 15 juin 1942 à Saint-Maur-des-Fossés. Il est statuaire. 
Membre du Stade français, il apparaît comme participant au Championnats de France d'athlétisme à partir de 1895, où il est finaliste du saut en hauteur. 
Le site Internet du Comité international olympique et la base olympedia le mentionnent comme non-partant dans les épreuves du 100 mètres, du saut en hauteur, du lancer du poids et du lancer du disque.
Bill Mallon précise qu'il est bien inscrit dans ces épreuves d'athlétisme mais n'était pas présent à Athènes pendant les jeux.
Peu de temps après les Jeux, il décroche le 5 juillet 1896 la médaille d'argent au Championnat de France de lancer du poids derrière Émile Torchebœuf.

## Palmarès
| Date | Compétition           | Lieu    | Résultat    | Épreuve          | Performance |
| ---- | --------------------- | ------- | ----------- | ---------------- | ----------- |
| 1896 | Jeux olympiques d'été | Athènes | Non-partant | 100 m            | DNS         |
| 1896 | Jeux olympiques d'été | Athènes | Non-partant | Saut en hauteur  | DNS         |
| 1896 | Jeux olympiques d'été | Athènes | Non-partant | Lancer du poids  | DNS         |
| 1896 | Jeux olympiques d'été | Athènes | Non-partant | Lancer du disque | DNS         |
| 1896 | Championnat de France | Paris   | 2e          | Lancer du poids  | 10 m 34     |